# Корюков Юрій Юрійович
Юрій Юрійович Корюков (нар. 13 червня 1955, Уфа, РРФСР) — радянський футболіст, нападник та півзахисник.

## Кар'єра гравця
Вихованець омського футболу. У 1974 році дебютував на дорослому рівні в складі місцевого «Іртиша» у другій лізі, провів у команді два з половиною сезони. Відрізнявся творчою роботою, баченням поля, добре йшов у відрив для прийому м'яча.
У 1976 році перейшов у кемеровський «Кузбас», який виступав у першій лізі, відіграв у ньому півтора року. Брав участь найвідомішому матчі команди 24 травня 1977 року, в якому «Кузбас» обіграв московський «Спартак» з рахунком 4:0.
У 1982 році перейшов у московське «Торпедо». Дебютував у складі «автозаводців» 20 лютого 1982 року в матчі Кубка СРСР проти «Факела», замінивши на 39-й хвилині Юрія Суслопарова. У вищій лізі зіграв перший матч 26 березня 1982 року проти «Пахтакора», вийшов у стартовому складі й був замінений на 72-й хвилині Анатолієм Раденком. Всього у складі «Торпедо» зіграв 6 матчів у чемпіонаті країни (жоден з них не відіграв повністю) та 7 матчів (1 гол) у Кубку СРСР. Влітку 1982 року перейшов у столичний «Локомотив», в його складі зіграв 19 матчів та відзначився одним голом у першій лізі. У 1983 році знову перебував у заявці «Торпедо», але жодного матчу не зіграв.
У 1984-1985 роках виступав за «Колос» (Нікополь), потім грав за команду Південної групи військ (Угорщина).
У сезоні 1989/90 років зіграв 4 матчі у вищому дивізіоні Угорщини за будапештський клуб «Чепель».
По завершенні кар'єри залишився жити в Угорщині.

## Особисте життя
Станом на 1982 рік був одружений, мав дочку. Перебував у ВЛКСМ (з 1969 року).
Брат Олександр (1959-2017) теж був футболістом, зіграв 372 матчі за омський «Іртиш».